# Paganese Calcio 1926 2013-2014
Questa voce raccoglie le informazioni riguardanti la Paganese Calcio 1926 nelle competizioni ufficiali della stagione 2013-2014.

## Stagione
Nella stagione 2013-2014 la Paganese disputa il secondo campionato consecutivo in Lega Pro Prima Divisione, e il dodicesimo nella storia del club nel terzo livello del calcio italiano. La squadra con allenatore Agenore Maurizi partecipa al primo turno della Coppa Italia venendo eliminata ai tiri di rigore dalla Pro Patria. Una volta eliminata dalla coppa maggiore subentra in Coppa Italia Lega Pro partendo dalla fase a eliminazione diretta, in cui viene eliminata al primo turno dal Barletta. Da gennaio subentra nel ruolo di allenatore Vittorio Belotti, con il quale arriva al sedicesimo posto del girone B. Per la ristrutturazione del campionato non ci sono retrocessioni, Nocerina a parte, che è stata estromessa dal campionato a Febbraio. La Paganese viene ammessa nella nuova terza serie Lega Pro. Miglior marcatore di stagione degli azzurri è stato il napoletano Carmine De Sena con 5 reti.

## Divise e sponsor
Lo sponsor tecnico per la stagione 2013-2014 è Legea, mentre lo sponsor ufficiale è Global Service.
| Casa | Trasferta | Terza divisa |

## Organigramma societario
Area direttiva
- Presidente: Raffaele Trapani
- Vice presidenti: Francesco Marrazzo, Alfonso Piccolo
- Dirigenti: Antonio Buccino, Teodosio Pepe
- Direttore generale: Cosimo D'Eboli

Area organizzativa
- Segretario generale: Antonio Ferraioli

Area comunicazione
- Responsabile: Carla Polverino

Area marketing
- Ufficio marketing: Romano Sapere

Area tecnica
- Allenatore: Agenore Maurizi, da gennaio Vittorio Belotti
- Allenatore in seconda: Severo De Felice
- Preparatore atletico: prof. Luca Tulino
- Preparatore dei portieri: Enrico Limone

Area sanitaria
- Medici sociali: Errico Cesareo

## Rosa
| N. |                   | Ruolo | Calciatore         |
| -- | ----------------- | ----- | ------------------ |
|    | Italia (bandiera) | P     | Cristian Pergamena |
|    | Italia (bandiera) | P     | Giovanni Volturo   |
|    | Italia (bandiera) | P     | Vincenzo Marruocco |
|    | Italia (bandiera) | D     | Federico Masi      |
|    | Italia (bandiera) | D     | Luigi Monopoli     |
|    | Italia (bandiera) | D     | Andrea Garofalo    |
|    | Italia (bandiera) | D     | Aniello Panariello |
|    | Italia (bandiera) | D     | Massimo Zamparo    |
|    | Italia (bandiera) | D     | Marco Perrotta     |
|    | Italia (bandiera) | D     | Juri Toppan        |
|    | Italia (bandiera) | D     | Francesco Agresta  |
|    | Italia (bandiera) | D     | Simone Ceccarelli  |
|    | Italia (bandiera) | D     | Antonio Meola      |

| N. |                     | Ruolo | Calciatore        |
| -- | ------------------- | ----- | ----------------- |
|    | Italia (bandiera)   | C     | Federico Valle    |
|    | Italia (bandiera)   | C     | Antonio Grillo    |
|    | Italia (bandiera)   | C     | Daniele Schiavon  |
|    | Italia (bandiera)   | C     | Mirko Velardi     |
|    | Slovenia (bandiera) | C     | Dino Martinović   |
|    | Spagna (bandiera)   | C     | Ruben Palomeque   |
|    | Brasile (bandiera)  | A     | William           |
|    | Francia (bandiera)  | A     | Laurent Lanteri   |
|    | Ungheria (bandiera) | A     | Soma Novothny     |
|    | Italia (bandiera)   | A     | Mauro Cioffi      |
|    | Italia (bandiera)   | A     | Carmine De Sena   |
|    | Italia (bandiera)   | A     | Onofrio Guerriero |

## Calciomercato

### Trasferimenti sessione estiva(dal 1/7/2013 al 2/9/2013)
| Acquisti | Acquisti | Acquisti | Acquisti |
| R.       | Nome     | da       | Modalità |
| -------- | -------- | -------- | -------- |

## Risultati

### Lega Pro Prima Divisione

#### Girone di andata
| Arbitro: | Greco (Lecce) |

|                           |           |                |
| Mengoni 19’ Buonaiuto 53’ | Marcatori | 63’ Nascimento |

| Arbitro: | Rocca (Vibo Valentia) |

|             |           |                                   |
| De Sena 73’ | Marcatori | 9’ (aut.) Meola 93’ (rig.) Grassi |

| Arbitro: | Abisso (Palermo) |

|  |           |             |
|  | Marcatori | 13’ Tripoli |

| Arbitro: | Marini (Roma) |

|  |           |                |
|  | Marcatori | 82’ Panariello |

| Arbitro: | Rapuano (Rimini) |

|  |           |           |
|  | Marcatori | 9’ Malomo |

| Arbitro: | Piccinini (Forlì) |

|                         |           |             |
| Frara 23’ Blanchard 91’ | Marcatori | 33’ William |

| Arbitro: | Pelagatti (Arezzo) |

|  |           |             |
|  | Marcatori | 81’ Doumbia |

| Arbitro: | Mainardi (Bergamo) |

|                                  |           |  |
| Forte 30’ Bollino 50’ Napoli 60’ | Marcatori |  |

| Arbitro: | Pagliardini (Arezzo) |

|                          |           |  |
| De Sena 10’ Novothny 57’ | Marcatori |  |

| Arbitro: | Ros (Pordenone) |

|                         |           |  |
| Corapi 24’ Frediani 32’ | Marcatori |  |

| 10 novembre 2013 11ª giornata |  | – Turno di riposo Paganese |  |  |

| Arbitro: | Caso (Verona) |

|                    |           |                                                       |
| De Sena 12’ (rig.) | Marcatori | 18’ (rig.) Eusepi 61’ Filipe 62’ Insigne 90+1’ Mazzeo |

| Arbitro: | Baldicchi (Città di Castello) |

|         |           |             |
| Gioè 9’ | Marcatori | 59’ De Sena |

| Arbitro: | Dei Giudici (Latina) |

|         |           |                                 |
| Deli 4’ | Marcatori | 28’ D. Evacuo 44’ (rig.) Lepore |

| Arbitro: | Rossi (Rovigo) |

|                          |           |  |
| Luparini 18’ Cocuzza 92’ | Marcatori |  |

| Arbitro: | Giovani (Grosseto) |

|                |           |                                |
| Martinovic 78’ | Marcatori | 22’, 67’ Fioretti 59’ Russotto |

| Arbitro: | Lanza (Nichelino) |

|             |           |                |
| Mancini 89’ | Marcatori | 42’ M. Beretta |

#### Girone di ritorno
| Arbitro: | Pagliardini (719) |

|                |           |              |
| Panariello 74’ | Marcatori | 24’ Altinier |

| Arbitro: | Cifelli (Campobasso) |

|               |           |                |
| Arrighini 13’ | Marcatori | 69’ Panariello |

| Arbitro: | Balice (Termoli) |

|                               |           |                                  |
| Schiavino 9’ Tripoli 20’, 62’ | Marcatori | 37’ (aut.) Gandelli 76’ Novothny |

| Arbitro: | Albertini (Ascoli Piceno) |

|  |           |                                  |
|  | Marcatori | 3’ Romeo 73’ Pizza 87’ Benedetti |

| Arbitro: | Candeo (Este) |

|  |           |          |
|  | Marcatori | 39’ Deli |

| Arbitro: | Pelagatti (Arezzo) |

|                    |           |                         |
| Lanteri 26’ (rig.) | Marcatori | 50’ Gucher 94’ Paganini |

| Arbitro: | Mainardi (Bergamo) |

|                              |           |  |
| López 41’ Ferreira Pinto 87’ | Marcatori |  |

| Arbitro: | Aversano (Treviso) |

|  |           |                 |
|  | Marcatori | 41’ (rig.) Arma |

| Arbitro: | Ranaldi (Tivoli) |

|                                                    |           |                  |
| Mantovani 16’ (rig.) Innocenti 21’ La Mantia 90+3’ | Marcatori | 50’, 60’ William |

| Arbitro: | Serra (Torino) |

|  |           |              |
|  | Marcatori | 11’ Frediani |

| 16 marzo 2014 28ª giornata |  | – Turno di riposo Paganese |  |  |

| Arbitro: | Rapuano (Rimini) |

|                 |           |           |
| Mazzeo 27’, 45’ | Marcatori | 17’ Palma |

| Arbitro: | Baldicchi (Città di Castello) |

|  |           |                        |
|  | Marcatori | 56’ Pagano 67’ Marotta |

| Nocera Inferiore 6 aprile 2014, ore 14:30 CEST 31ª giornata | Nocerina | 0 – 3 (tav) referto | Paganese | Stadio San Francesco d'Assisi |

| Arbitro: | Bichisecchi (Livorno) |

|                        |           |                       |
| De Sena 27’ Grillo 65’ | Marcatori | 38’ Addae 63’ Boisfer |

| Arbitro: | Greco (Lecce) |

|                                                         |           |  |
| Fioretti 16’ (rig.) Germinale 54’ (rig.) Martignago 80’ | Marcatori |  |

| Arbitro: | Caso (Verona) |

|          |           |  |
| Deli 59’ | Marcatori |  |

### Coppa Italia
| Arbitro: | Dei Giudici (Latina) |

|                                     |                      |                                           |
| Franco Toppan Velardi Cioffi Amelio | Tiri di rigore 3 – 4 | Polverini Bruccini Serafini Ghidoli Nossa |

### Coppa Italia Lega Pro
| Arbitro: | Casaluci (Lecce) |

|                                               |           |           |
| Picci 90+1’ (rig.) Cicerelli 97’ Pippa 105+3’ | Marcatori | 14’ Meola |